# Premiul Nebula pentru cea mai bună nuvelă
Această este o listă a câștigătorii premiului Nebula pentru cea mai bună nuvelă. Anii indică data publicării; premiile au fost decernate în anul următor 

## Câștigătorii și celelalte nominalizări
| An   | Câștigător                                                                             | Alte nominalizări |
| ---- | -------------------------------------------------------------------------------------- | --- |
| 1965 | (împărțit între) - The Saliva Tree de Brian W. Aldiss - He Who Shapes de Roger Zelazny | - Rogue Dragon de Avram Davidson - The Ballad of Beta-2 de Samuel R. Delany - The Mercurymen de C. C. MacApp - Under Two Moons de Frederik Pohl - Research Alpha de A. E. van Vogt & James H. Schmitz - On the Storm Planet de Cordwainer Smith                       |
| 1966 | The Last Castle de Jack Vance                                                          | - Clash of Star-Kings de Avram Davidson - The Alchemist de Charles L. Harness |
| 1967 | Behold the Man de Michael Moorcock                                                     | - Riders of the Purple Wage de Philip José Farmer - Weyr Search de Anne McCaffrey - Hawksbill Station de Robert Silverberg - If All Men Were Brothers, Would You Let One Marry Your Sister? de Theodore Sturgeon                                                      |
| 1968 | Dragonrider de Anne McCaffrey                                                          | - Lines of Power de Samuel R. Delany - The Day Before Forever de Keith Laumer - Hawk Among the Sparrows de Dean McLaughlin - Nightwings de Robert Silverberg |
| 1969 | A Boy and His Dog de Harlan Ellison                                                    | - Probable Cause de Charles L. Harness - Ship of Shadows de Fritz Leiber - Dramatic Mission de Anne McCaffrey - To Jorslem de Robert Silverberg |
| 1970 | Ill Met in Lankhmar de Fritz Leiber                                                    | - The Fatal Fulfillment de Poul Anderson - A Style in Treason de James Blish - The Region Between de Harlan Ellison - The Thing in the Stone de Clifford D. Simak - April Fool's Day Forever de Kate Wilhelm                                                          |
| 1971 | The Missing Man de Katherine Maclean                                                   | - Being There de Jerzy Kosinski - The God House de Keith Roberts - The Infinity Box de Kate Wilhelm - The Plastic Abyss de Kate Wilhelm |
| 1972 | A Meeting with Medusa de Arthur C. Clarke                                              | - Son of the Morning de Phyllis Gotlieb - The Word for World is Forest de Ursula K. Le Guin - With the Bentfin Boomer Boys on Little Old New Alabama de Richard A. Lupoff - The Gold at the Starbow's End de Frederik Pohl - The Fifth Head of Cerberus de Gene Wolfe |
| 1973 | The Death of Doctor Island de Gene Wolfe                                               | - Death and Designation Among the Asadi de Michael Bishop - The White Otters of Childhood de Michael Bishop - Junction de Jack Dann - Chains of the Sea de Gardner Dozois                                                                                             |
| 1974 | Born with the Dead de Robert Silverberg                                                | - On the Street of the Serpents de Michael Bishop - A Song for Lya de George R. R. Martin |
| 1975 | Home Is the Hangman de Roger Zelazny                                                   | - Sunrise West de William K. Carlson - The Storms of Windhaven de Lisa Tuttle și George R. R. Martin - A Momentary Taste of Being de James Tiptree, Jr. |
| 1976 | Houston, Houston, Do You Read? de James Tiptree, Jr.                                   | - The Samurai and the Willows de Michael Bishop - Piper at the Gates of Dawn de Richard Cowper - The Eyeflash Miracles de Gene Wolfe |
| 1977 | Stardance de Spider Robinson & Jeanne Robinson                                         | - Aztecs de Vonda N. McIntyre |
| 1978 | The Persistence of Vision de John Varley                                               | - Seven American Nights de Gene Wolfe |
| 1979 | Enemy Mine de Barry B. Longyear                                                        | - The Tale of Gorgik de Samuel R. Delany - Mars Masked de Frederik Pohl - The Battle of the Abaco Reefs de Hilbert Schenck - Fireship de Joan D. Vinge - The Story Writer de Richard Wilson                                                                           |
| 1980 | Unicorn Tapestry de Suzy McKee Charnas                                                 | - There Beneath the Silky-Trees and Whelmed in Deeper Gulphs Than Me de Avram Davidson - Lost Dorsai de Gordon R. Dickson - The Brave Little Toaster de Thomas M. Disch - Dangerous Games de Marta Randall - The Autopsy de Michael Shea                              |
| 1981 | The Saturn Game de Poul Anderson                                                       | - Swarmer, Skimmer de Gregory Benford - Amnesia de Jack Dann - In the Western Tradition de Phyllis Eisenstein - True Names de Vernor Vinge - The Winter Beach de Kate Wilhelm                                                                                         |
| 1982 | Another Orphan de John Kessel                                                          | - Horrible Imaginings de Fritz Leiber - Moon of Ice de Brad Linaweaver - Unsound Variations de George R. R. Martin - Souls de Joanna Russ |
| 1983 | Hardfought de Greg Bear                                                                | - The Gospel According to Gamaliel Crucis de Michael Bishop - Her Habiline Husband de Michael Bishop - Eszterhazy and the Autogóndola-Invention de Avram Davidson - Transit de Vonda N. McIntyre - Homefaring de Robert Silverberg                                    |
| 1984 | Press ENTER de John Varley                                                             | - Young Doctor Eszterhazy de Avram Davidson - Trinity de Nancy Kress - The Greening of Bed-Stuy de Frederik Pohl - A Traveler's Tale de Lucius Shepard - Marrow Death de Michael Swanwick                                                                             |
| 1985 | Sailing to Byzantium de Robert Silverberg                                              | - Green Mars de Kim Stanley Robinson - Green Days in Brunei de Bruce Sterling - The Only Neat Thing to Do de James Tiptree, Jr. - The Gorgon Field de Kate Wilhelm - 24 Views of Mt. Fuji, by Hokusai de Roger Zelazny                                                |
| 1986 | R&R de Lucius Shepard                                                                  | - Newton Sleep de Gregory Benford - Escape from Kathmandu de Kim Stanley Robinson - Gilgamesh in the Outback de Robert Silverberg - Dydeetown Girl de F. Paul Wilson                                                                                                  |
| 1987 | The Blind Geometer de Kim Stanley Robinson                                             | - Fugue State de John M. Ford - The Tiger Sweater de Keith Roberts - The Unconquered Country de Geoff Ryman - The Secret Sharer de Robert Silverberg - Witness de Walter Jon Williams                                                                                 |
| 1988 | The Last of the Winnebagos de Connie Willis                                            | - The Calvin Coolidge Home for Dead Comedians de Bradley Denton - The Scalehunter's Beautiful Daughter de Lucius Shepard - Journals of the Plague Years de Norman Spinrad - Surfacing de Walter Jon Williams - The Devil's Arithmetic de Jane Yolen                   |
| 1989 | The Mountains of Mourning de Lois McMaster Bujold                                      | - Great Work of Time de John Crowley - Marîd Changes His Mind de George Alec Effinger - A Touch of Lavender de Megan Lindholm - Tiny Tango de Judith Moffett - A Dozen Tough Jobs de Howard Waldrop                                                                   |
| 1990 | The Hemingway Hoax de Joe Haldeman                                                     | - Weatherman de Lois McMaster Bujold - Fool to Believe de Pat Cadigan - Mr. Boy de James Patrick Kelly - Bones de Pat Murphy |
| 1991 | Beggars in Spain de Nancy Kress                                                        | - Man Opening a Door de Paul Ash - Apartheid, Superstrings, and Mordecai Thubana de Michael Bishop - Bully! de Mike Resnick - The Gallery of His Dreams de Kristine Kathryn Rusch - Jack de Connie Willis                                                             |
| 1992 | City of Truth de James Morrow                                                          | - Silver or Gold de Emma Bull - The Territory de Bradley Denton - Contact de Jerry Oltion & Lee Goodloe - Protection de Maureen F. McHugh - Barnacle Bill the Spacer de Lucius Shepard - Griffin's Egg de Michael Swanwick                                            |
| 1993 | The Night We Buried Road Dog de Jack Cady                                              | - The Beauty Addict de Ray Aldridge - Dancing on Air de Nancy Kress - Into the Miranda Rift de G. David Nordley - Naming the Flowers de Kate Wilhelm - Wall, Stone, Craft de Walter Jon Williams                                                                      |
| 1994 | Seven Views of Olduvai Gorge de Mike Resnick                                           | - Mefisto In Onyx de Harlan Ellison - Haunted Humans de Nina Kiriki Hoffman - Forgiveness Day de Ursula K. Le Guin - Fan de Geoff Ryman - Cold Iron de Michael Swanwick                                                                                               |
| 1995 | Last Summer at Mars Hill de Elizabeth Hand                                             | - Soon Comes Night de Gregory Benford - Yaguara de Nicola Griffith - Bibi de Mike Resnick & Susan Shwartz - Mortimer Gray's History of Death de Brian Stableford |
| 1996 | Da Vinci Rising de Jack Dann                                                           | - A Woman's Liberation de Ursula K. Le Guin - Blood of the Dragon de George R. R. Martin - Time Travelers Never Die de Jack McDevitt - The Cost to Be Wise de Maureen F. McHugh - The Death of Captain Future de Allen Steele                                         |
| 1997 | Abandon in Place de Jerry Oltion                                                       | - The Funeral March of the Marionettes de Adam-Troy Castro - Loose Ends de Paul Levinson - Chrysalis de Robert Reed - Primrose and Thorn de Bud Sparhawk - …Where Angels Fear to Tread de Allen Steele                                                                |
| 1998 | Reading the Bones de Sheila Finch                                                      | - Aurora in Four Voices de Catherine Asaro - The Boss in the Wall, A Treatise on the House Devil de Avram Davidson & Grania Davis - Izzy and the Father of Terror de Eliot Fintushel - Jumping Off the Planet bde y David Gerrold - Ecopoiesis de Geoffrey A. Landis  |
| 1999 | Story of Your Life de Ted Chiang                                                       | - Reality Check de Michael A. Burstein - The Astronaut from Wyoming de Adam-Troy Castro & Jerry Oltion - Living Trust de L. Timmel Duchamp - The Executioners' Guild de Andy Duncan - The Wedding Album de David Marusek                                              |
| 2000 | Goddesses de Linda Nagata                                                              | - Fortitude de Andy Duncan - Ninety Percent of Everything de Jonathan Lethem, James Patrick Kelly & John Kessel - Hunting the Snark de Mike Resnick - Crocodile Rock de Lucius Shepard - Argonautica de Walter Jon Williams                                           |
| 2001 | The Ultimate Earth de Jack Williamson                                                  | - A Roll of the Dice de Catherine Asaro - May Be Some Time de Brenda W. Clough - The Diamond Pit de Jack Dann - Radiant Green Star de Lucius Shepard |
| 2002 | Bronte's Egg de Richard Chwedyk                                                        | - Sunday Night Yams at Minnie and Earl's de Adam-Troy Castro - The Chief Designer de Andy Duncan - The Political Officer de Charles Coleman Finlay - Magic's Price de Bud Sparhawk                                                                                    |
| 2003 | Coraline de Neil Gaiman                                                                | - The Potter of Bones de Eleanor Arnason - The Empress of Mars de Kage Baker - Stories for Men de John Kessel - Breathmoss de Ian R. MacLeod |
| 2004 | The Green Leopard Plague de Walter Jon Williams                                        | - Walk in Silence de Catherine Asaro - The Tangled Strings of the Marionettes de Adam-Troy Castro - The Cookie Monster de Vernor Vinge - Just Like the Ones We Used to Know de Connie Willis                                                                          |
| 2005 | Magic for Beginners de Kelly Link                                                      | - Clay's Pride de Bud Sparhawk - Identity Theft de Robert J. Sawyer - Left of the Dial de Paul Witcover - The Tribes of Bela de Albert E. Cowdrey |
| 2006 | Burn de James Patrick Kelly                                                            | - Sanctuary de Michael A. Burstein - The Walls of the Universe de Paul Melko - Inclination de William Shunn |
| 2007 | Fountain of Age de Nancy Kress                                                         | - Awakening de Judith Berman - The Helper and His Hero de Matt Hughes - Stars Seen Through Stone de Lucius Shepard - Kiosk de Bruce Sterling - Memorare de Gene Wolfe                                                                                                 |
| 2008 | The Spacetime Pool de Catherine Asaro                                                  | - Dark Heaven de Gregory Benford - Dangerous Space de Kelley Eskridge - The Political Prisoner de Charles Coleman Finlay - The Duke in His Castle de Vera Nazarian |
| 2009 | The Women of Nell Gwynne's de Kage Baker                                               | - Arkfall de Carolyn Ives Gilman - Act One de Nancy Kress - Shambling Towards Hiroshima de James Morrow - Sublimation Angels de Jason Sanford - The God Engines de John Scalzi                                                                                        |
| 2010 | The Lady Who Plucked Red Flowers beneath the Queen's Window de Rachel Swirsky          | |
| 2011 | The Man Who Bridged the Mist de Kij Johnson                                            | |